# Bunefer

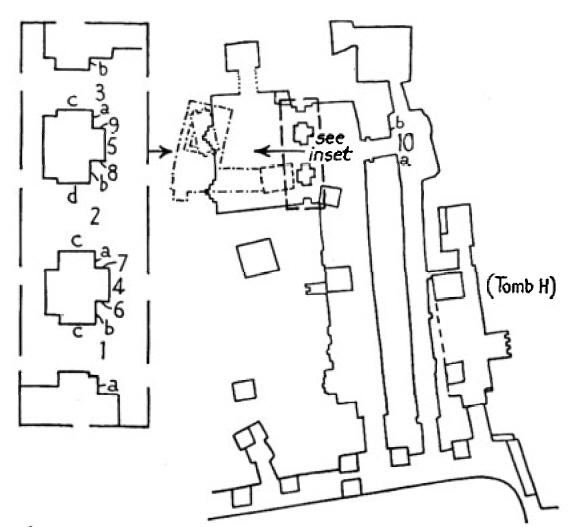
Lăng mộ của Bunefer

Bunefer là một nữ hoàng Ai Cập cổ đại từ triều đại thứ 4 hoặc thứ 5. Không biết bà đã kết hôn với vị vua nào. Bunefer được chôn cất trong lăng mộ G 8408 tại Cánh đồng Trung tâm của Thành phố Giza.

## Đời sống
Các danh hiệu của Bunefer được lưu giữ trong ngôi mộ của bà ở Giza: Vợ của vua (hmt-nisw), Một trong những vị vua vị đại (wrt-hetes), Một trong những vị vua của hai người phụ nữ (wrt-hetes-nbti), người đàn bà có thể nhìn thấy Horus và Seth (m33t-HRW-stsh), vợ vua, yêu quý của ông (HMT-nisw meryt.f), con gái vua (s3t-niswt-nt-kht.f), Priestess của Hathor (HMT -ntr-hwt-hrw), Nữ tư tế của Tjazepef (hmt-ntr-t3-zp.f), Nữ tư tế của Horus Shepkesket (hmt-ntr-hrw-shpss-ht) hmt-ntr-shpss-nbti-mryt.f-im3kht.f).
Các chức danh của Bunefer với tư cách là nữ tư tế của Shepseskaf đã dẫn đến giả thuyết rằng Bunefer có thể đã là vợ hoặc con gái của Shepseskaf. Ngôi mộ của bà nằm gần khu phức hợp Khentkaus I, điều này cho thấy bà sống ở cuối ngày 4 hoặc đầu triều đại thứ 5. Cũng có ý kiến cho rằng bà là vợ của vị vua bí ẩn Thamphthis.
Janosi đã chỉ ra rằng việc xây dựng lăng mộ của Bunefer diễn ra một thời gian sau khi ngôi mộ của Khentkaus được xây dựng. Nhưng ngày chính xác của di tích đó là tương tự không rõ ràng. Dường như lăng mộ của Bunerer có nhiều khả năng có niên đại đến triều đại thứ 5.

## An táng
Ngôi mộ cắt đá của Bunefer nằm ở phía bắc của khu phức hợp tang lễ của Nữ hoàng Khentkaus I trong cánh đồng trung tâm. Mặt tiền của lăng mộ mở về phía nam và một ô cửa lớn dẫn đến một nhà nguyện lớn. Ở phía đông, một ô cửa khác cho phép người ta vào ngôi mộ. Tên và danh hiệu của Bunefer xuất hiện trên các bức tường và các trụ cột của căn phòng. Một người con trai được nhắc đến trong một trong những cảnh, nhưng ông ta có những chức danh đơn giản là thẩm phán và thanh tra của các kinh sư. Phòng chôn cất của Bunefer chứa một chiếc quách bằng đá vôi trắng. Bên trong chiếc quách có một hộp sọ nữ được tìm thấy của một người phụ nữ được ước tính ở tuổi ba mươi. Có thể đây là hộp sọ của Nữ hoàng Bunefer.